# フォース・エージェント・エンターテイメント
フォース・エージェント・エンターテイメント（Force-agent Entertainment inc.）は、東京都渋谷区千駄ヶ谷に所在する日本の芸能プロダクション。元グラビアアイドルの夏目理緒などを擁する。

## 主な所属タレント
- 夏目理緒
- 高坂琴水
- 花咲優愛
- 葉月琴葉
- 姫暖まい

## 過去に所属していたタレント
- 相原美咲
- 清水楓
- 恩田友香
- 春川由菜
- 嶋村瞳
- 宮下裕美
- 小野茜
- 佐々木綾美
- 義家ゆりか
- 平菜都季
- 松井菜音
- 星野せいら
- 初崎ありか
- 保坂マリ